# SOB RBDe 561
De RBDe 561, ook wel Neuer Pendelzug genoemd, is een elektrisch treinstel bestemd voor het regionaal personenvervoer van de Schweizerische Südostbahn (SOB).

## Geschiedenis
De treinen van de Schweizerische Südostbahn (SOB) zijn afgeleid van de vier prototypetreinen die in 1981 door Schweizerische Bundesbahnen (SBB) werden besteld. De treinen van de SOB werden tussen 1994 en 1996 gebouwd.

## Constructie en techniek
De treinen bestaande uit een motorwagen, een stuurstand rijtuig van hetzelfde model aangevuld met een of meer tussen rijtuigen bestemd voor regionaal personenvervoer van de Schweizerische Südostbahn (SOB). De treinen zijn oorspronkelijk als RBDe 566 400 - 403 geleverd en later vernummerd in RBDe 566 077 - 080.

### Andere NPZ
De treinen van het type NPZ rijden onder meer bij Schweizerische Bundesbahnen (SBB), BLS, de Mittelthurgaubahn (MThB), de Chemin de fer Pont-Brassus (PBr) en de Montafonerbahn (MBS) met de SBB RBDe 560.